# Back to the Future Part II (videogioco)
Back to the Future Part II, anche noto come Back to the Future II, è un videogioco di genere misto basato sul film Ritorno al futuro - Parte II, pubblicato nel 1990 per Amiga, Amstrad CPC, Atari ST, Commodore 64, MS-DOS, Sega Master System e ZX Spectrum dalla Image Works. In Nordamerica fu pubblicato in collaborazione con la Konami (almeno per Amiga e DOS). Buona parte del gioco consiste in percorsi a ostacoli con il volopattino, il cui stile venne a volte paragonato al classico Paperboy, inoltre ci sono fasi rompicapo e picchiaduro a scorrimento.
Il titolo è del tutto differente dal videogioco Back to the Future Part II & III pubblicato per NES. Fu seguito da Back to the Future Part III (1991), tratto dal successivo film della saga, e da Super Back to the Future Part II (1993, Mega Drive), tratto dallo stesso film.

## Trama
Il gioco è ispirato a cinque scene specifiche del film Ritorno al futuro - Parte II. Marty McFly e Doc Brown viaggiano nel tempo dal 1985 fino al 2015 (che all'epoca del videogioco rappresentava il futuro) per prevenire un problema, ma poi dovranno spostarsi anche in un 1985 alternativo e nel 1955 per rimettere le cose a posto. Nel videogioco il protagonista è sempre Marty.
- 2015: Marty attraversa in volopattino Hill Valley, inseguito dalla banda di Griff Tannen, per raggiungere il municipio e salvare dai guai il proprio futuro figlio.
- 2015: Marty deve portare l'ignara Jennifer Parker fuori dalla sua futura casa, senza che incontri nessuno degli occupanti.
- 1985 alternativo: Marty attraversa a piedi una Hill Valley in degrado, dominata da Biff Tannen, divenuto ricco e potente. Deve affrontare a mani nude gli scagnozzi di Biff per recuperare la DeLorean.
- 1955: Marty deve far sì che gli eventi della festa da ballo Incanto sotto il mare non siano modificati.
- 1955: di nuovo attraverso Hill Valley con il volopattino portatosi dal 2015, Marty deve raggiungere l'auto di Biff per sottrargli un almanacco del futuro prima che lo usi per arricchirsi e sconvolgere la storia della città.

## Modalità di gioco
Il videogioco si suddivide in cinque livelli con quattro meccaniche di gioco completamente diverse tra loro.
In tutti i casi, la parte in basso dello schermo mostra lo stesso pannello informativo, con anno di ambientazione del livello, barra dell'energia vitale di Marty, vite, tempo rimanente e punteggio.
Seguono le descrizioni dei livelli:
1. Si controlla Marty sul volopattino in un percorso cittadino lineare con visuale isometrica, a scorrimento orizzontale oppure diagonale (nella direzione in alto a destra) a seconda dei tratti. Marty si può spostare in tutte le direzioni, accelerare, frenare, tirare pugni e saltare. Si devono affrontare i membri della banda di Griff, anch'essi in volopattino, ed evitare vari ostacoli come pedoni, auto, il vecchio Biff, tombini, pozzanghere e cordoli di marciapiede. Si possono trovare power-up e bonus di punteggio da raccogliere.
2. Un rompicapo con visuale fissa dall'alto della pianta della casa di Jennifer. Le stanze della casa hanno porte chiuse e il giocatore può aprirne due alla volta, selezionando tra coppie di porte predefinite. Gli eventuali abitanti che si trovano nelle stanze con le porte aperte cambiano stanza, e subito dopo le porte si richiudono. Tra i personaggi c'è Jennifer e lo scopo è farla arrivare all'uscita senza incontrare altre persone.
3. Un picchiaduro a scorrimento orizzontale bidimensionale lungo un percorso lineare, infestato da criminali a mani nude o armati. Marty può camminare a destra e sinistra, saltare, accovacciarsi, e usare una semplice gamma di mosse di attacco con pugni e calci. Ci sono oggetti rotolanti o rimbalzanti da evitare e oggetti che si possono raccogliere per lanciarli contro gli avversari.
4. Una variante del gioco del 15 con tabellone 5x4, dove bisogna ricomporre l'immagine del gruppo musicale di Marty alla festa da ballo.
5. L'ultimo livello è dello stesso tipo del primo, ma con diversa ambientazione e diversi avversari, che si muovono a piedi.

## Accoglienza
Back to the Future Part II ricevette recensioni con giudizi complessivi molto variabili dalla stampa dei suoi tempi. La media è intorno alla sufficienza, molte riviste lo trovarono mediocre o passabile, ma ci furono anche giudizi decisamente positivi o decisamente negativi.
In retrospettiva, Retro Gamer ricorda il gioco in modo negativo, dedicandogli una rubrica Retro Shamer ("retro vergogna"), soprattutto per quanto riguarda la versione Sega Master System. In particolare la rivista sostiene che, nelle fasi in volopattino di questa versione, i pugni di Marty non hanno praticamente effetto, e l'energia di Marty è inutile dato che spesso viene abbattuto con un colpo solo.

### Manuali
- (EN, FR, DE, IT, NL, ES) Back to the Future Part II (manuale per tutti i computer), Image Works, 1990. Apparentemente le descrizioni dei livelli vennero un po' tagliate, in tutte le lingue; i manuali monolingua sotto elencati sono più completi.
- (EN, IT, FR, NL, ES, DE) Back to the Future Part II - Manual errata (correzioni al manuale), Image Works, 1990.
- (ES) Regreso al futuro parte II (manuale per tutti i computer), MCM Software, 1990.
- (PT) Back to the Future II (manuale per Master System), Tec Toy, 1990.

### Riviste
- Back to the Future 2 (JPG), in Zzap!, anno 5, n. 49, Milano, Edizioni Hobby, ottobre 1990,  pp. 36-37, OCLC 955306919.
- Back to the Future Part II (JPG), in The Games Machine, n. 24, Milano, Edizioni Hobby, ottobre 1990,  pp. 62-63, OCLC 955708482.
- Back to the Future Part II (JPG), in Videogame & Computer World, anno 3, n. 20, Rho (MI), Derby, 30 ottobre 1990,  p. 14.
- Back to the Future Part II (JPG), in Computer+Videogiochi, n. 13, Milano, Gruppo Editoriale Jackson, febbraio 1992,  p. 71, OCLC 955714397.
- Back to the Future II (JPG), in Amiga Byte, n. 26, Milano, Arcadia/Elettronica 2000, novembre 1990,  p. 25, OCLC 955729050.
- Back to the Future II (JPG), in Super Commodore 64/128, anno 8, n. 39, Milano, Gruppo Editoriale Jackson, gennaio 1991,  pp. 30-31, OCLC 955393932. Il testo è una copia di parte del manuale.
- Back to Future 2 (JPG), in Game Power, n. 2, Milano, Studio Vit, gennaio 1992,  pp. 42-43, OCLC 955565950.
- Back to the Future Part II (JPG), in Consolemania, anno 2, n. 4, Milano, Xenia Edizioni, gennaio 1992,  pp. 40, 42, OCLC 955500245.
- (EN) Back to the Future 2 (JPG), in Computer and Video Games, n. 106, Peterborough, EMAP, settembre 1990,  p. 41, ISSN 0261-3697 (WC · ACNP).
- (EN) Back to the Future II (JPG), in Commodore Format, n. 1, Bath, Future Publishing, ottobre 1990,  pp. 90-91, ISSN 0960-5169 (WC · ACNP).
- (EN) Back to the Future 2 (JPG), in Zzap!64, n. 66, Ludlow, Newsfield, ottobre 1990,  p. 96, ISSN 0954-867X (WC · ACNP).
- (EN) Back to the Future II (JPG), in Your Commodore, n. 72, Milton Keynes, Alphavite Publications, ottobre 1990,  pp. 18-19, ISSN 0269-8277 (WC · ACNP).
- (EN) Back to the Future 2 (JPG), in CU Amiga, n. 6, Londra, EMAP, agosto 1990,  pp. 28-30, ISSN 0963-0090 (WC · ACNP).
- (EN) Back to the Future Part II (JPG), in Crash, n. 81, Ludlow, Newsfield, ottobre 1990,  p. 39, ISSN 0954-8661 (WC · ACNP).
- (EN) Back to the Future Part II (JPG), in Sinclair User, n. 105, Londra, EMAP, novembre 1990,  p. 56, ISSN 0262-5458 (WC · ACNP).
- (EN) Back to the Future Part II (JPG), in Your Sinclair, n. 56, Future plc, agosto 1990,  pp. 10-11, ISSN 0269-6983 (WC · ACNP).
- (EN) Back to the Future Part II, in Retro Gamer, n. 112, Bournemouth, Imagine Publishing, gennaio 2013,  p. 42, ISSN 1742-3155 (WC · ACNP).
- (FR) Back to Future II (JPG), in Amstrad Cent Pour Cent, n. 30, Issy-les-Moulineaux, Média Système Édition, ottobre 1990,  p. 81, ISSN 0988-8160 (WC · ACNP).
- (FR) Back to the Future 2 (JPG), in Génération 4, n. 24, Pressimage, luglio/agosto 1990,  pp. 14-15, ISSN 0987-870X (WC · ACNP).
- (FR) Back to the Future II (JPG), in Joystick, n. 9, Sipress, ottobre 1990,  p. 181, ISSN 0994-4559 (WC · ACNP).
- (FR) Back to Future II (JPG), in Tilt, n. 83, Parigi, Editions Mondiales, novembre 1990,  p. 97, ISSN 0753-6968 (WC · ACNP).
- (FR) Back to Future 2 (JPG), in Micro News, n. 40, Parigi, Sandyx, ottobre 1990,  p. 72, ISSN 0984-9629 (WC · ACNP).
- (DE) Back to the Future II (JPG), in 64'er, n. 12, Haar, Markt & Technik, dicembre 1990,  p. 128, ISSN 0176-8824 (WC · ACNP).
- (DE) Back to the Future II (JPG), in Amiga Joker, n. 9, Grasbrunn, Joker-Verlag, agosto/settembre 1990,  p. 16, OCLC 85263766.
- (DE) Back to the Future II (JPG), in Power Play, n. 10, Markt & Technik, ottobre 1990,  p. 37, ISSN 0937-9754 (WC · ACNP).
- (ES) Regreso al futuro II (JPG), in MicroHobby, anno 7, n. 202, Madrid, HobbyPress, settembre 1990,  p. 36, ISSN 9955-8653 (WC · ACNP).